# Villers-devant-Raucourt
Villers-devant-Raucourt is een plaats in het Franse departement Ardennes in de gemeente Maisoncelle-et-Villers. De plaats maakt deel uit van het arrondissement Sedan.

## Geschiedenis
Villers-devant-Raucourt was een zelfstandige gemeente tot het in 1828 werd samengevoegd met het aangrenzende Maisoncelle.
De gemeente Maisoncelle-et-Villers maakte deel uit van het kanton Raucourt-et-Flaba tot dit op 22 maart 2015 werd opgeheven en de gemeenten werden opgenomen in het kanton Vouziers.